# Богун, Андрей Андреевич
Андрей Андреевич Богун (1888, Луганск — 1951, Москва) — советский дипломатический курьер, политработник, революционер. Большевик, член ВКП(б) с 1905 года. Член общества политкаторжан и ссыльнопоселенцев.

## Биография
Андрей Богун родился в 1888 году в городе Луганске. В 1902 году окончил 2-классное железнодорожное училище на станции Авдеевка, затем работал учеником, помощником слесаря до 1906 года.
В 1910 году за революционную деятельность был осужден к 2 годам 8 месяцам каторги, которые отбывал в Орловском каторжном централе, затем находился в бессрочной ссылке в Киренском уезде Иркутской губернии, откуда был освобожден Февральской революцией.
Осенью 1919 был в плену у Махно. Затем работал инструктором в Политотделе Реввоенсовета Юго-Западного фронта.
C 1921 по 1929 работал дипкурьером. В должности дипкурьера посетил Рим, Пекин, Кабул, Париж, Варшаву, Тегеран, Токио, Стокгольм и т. д.
В поездке по Турции сопровождал известного художника Е. Е. Лансере.
Один из прототипов (наряду с Теодором Нетте и Владимиром Урасовым) персонажей советского фильма «Красные дипкурьеры» (1977).